# Association Sportive de Saint-Étienne 1991-1992
Questa voce raccoglie le informazioni riguardanti l'Associaton Sportive de Saint-Étienne nelle competizioni ufficiali della stagione 1991-1992.

## Maglie e sponsor
Lo sponsor tecnico per la stagione 1991-1992 è Puma mentre lo sponsor ufficiale è Casino, presente sia sulla maglia sia sui calzoncini. Il fornitore tecnico introduce un motivo caratterizzato da alcune strisce sulle maniche delle maglie.
| Manica sinistra · Manica sinistra · Maglietta · Maglietta · Manica destra · Manica destra · Pantaloncini · Calzettoni |

## Rosa
| N. |                    | Ruolo | Calciatore             |
| -- | ------------------ | ----- | ---------------------- |
|    | Francia (bandiera) | P     | Joseph-Antoine Bell    |
|    | Francia (bandiera) | P     | Gilbert Ceccarelli     |
|    | Francia (bandiera) | D     | Philippe Cuervo        |
|    | Francia (bandiera) | D     | Jean-Pierre Cyprien    |
|    | Francia (bandiera) | D     | Christophe Deguerville |
|    | Francia (bandiera) | D     | Thierry Gros           |
|    | Francia (bandiera) | D     | Salem Harchèche        |
|    | Francia (bandiera) | D     | Sylvain Kastendeuch    |
|    | Francia (bandiera) | D     | Jean-Philippe Primard  |
|    | Francia (bandiera) | C     | Maurice Bouquet        |
|    | Francia (bandiera) | C     | Thierry Courault       |

| N. |                           | Ruolo | Calciatore         |
| -- | ------------------------- | ----- | ------------------ |
|    | Francia (bandiera)        | C     | Pierre Haon        |
|    | Francia (bandiera)        | C     | Loïc Lambert       |
|    | Francia (bandiera)        | C     | Fabrice Mège       |
|    | Cecoslovacchia (bandiera) | C     | Ľubomír Moravčík   |
|    | Camerun (bandiera)        | C     | Jean-Claude Pagal  |
|    | Francia (bandiera)        | C     | Olivier Pantaloni  |
|    | Francia (bandiera)        | C     | Franck Solacroup   |
|    | Guinea (bandiera)         | A     | Titi Camara        |
|    | Francia (bandiera)        | A     | Dominique Corroyer |
|    | Francia (bandiera)        | A     | Étienne Mendy      |
|    | Francia (bandiera)        | A     | Didier Tholot      |